# Chartreuse du Val-Sainte-Marie
Ne doit pas être confondu avec Chartreuse de Port-Sainte-Marie.
La chartreuse du Val-Sainte-Marie, dite aussi chartreuse de Bouvante, est un ancien monastère de l'ordre des Chartreux, fondé en 1144 dans le Dauphiné et aujourd'hui, situé à Bouvante, dans le département français de la Drôme, en région Auvergne-Rhône-Alpes, au pied du massif du Vercors.
Selon l’ordre des chartreux, mais sans véritable certitude sur la date exacte, c'est une donation primitive de Guigues V d'Albon, durant l'année 1144, qui a permis la création de cette maison religieuse située dans le massif du Vercors. Celle-ci fut fermée en 1791, durant la Révolution française.
Son nom latin est Cartusia Vallis Sanctae Mariae.

## Situation et accès

### Situation
L'ensemble des constructions qui formèrent l'ancienne chartreuse et ses dépendances (Maison basse et Maison haute) se situent à proximité du village de Bouvante le bas à proximité de la route départementale 131 (RD 131) qui mène de Saint-Jean-en-Royans au village de Bouvante le haut (commune de Bouvante).
La Maison basse, dite aussi Correrie est située à gauche de la route, dans le hameau de La courerie, et les ruines de la Maison haute, l'ancien monastère proprement dit, est situé du côté droit de cette même route, à environ 600 mètres, dans le ravin Sainte-Catherine, au pied de la Serre de Pélandré, un des points culminants de la montagne de l'Écharasson qui forme comme un écrin de calcaire autour du site de l'ancien couvent.

### Accès
L'ancien monastère (Maison haute), dont il ne reste que des ruines, n'est accessible qu'à pied par un chemin forestier, depuis la route départementale. Le secteur n'est desservi par aucune ligne de transport en commun.
La gare la plus proche est la gare de Saint-Hilaire - Saint-Nazaire, située à environ 35 km de la commune de Bouvante.

## Étymologie
Son nom latin de Cartusia Vallis Sanctae Mariae indique que le monastère dédiée à Sainte Marie, c'est-à-dire à la mère de Jésus, encore dénommée Vierge Marie. Ce nom est souvent utilisé par l'ordre cartusien.

## Histoire

### Origine du monastère

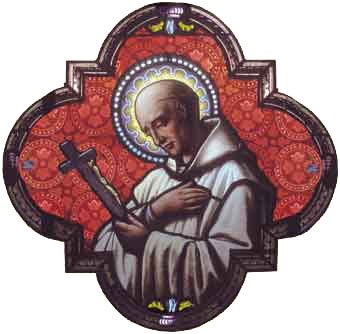
Saint Bruno, fondateur de l'ordre des Chartreux.

L'histoire de l'ordre des Chartreux commence en 1084, soit 32 ans avant la fondation de la maison de la Sylve-Bénite, avec la fondation du premier monastère dans le massif montagneux de la Chartreuse, au-dessus de Grenoble en Dauphiné, par saint Bruno.
Le monastère a été rattaché, dès l'origine, à l'ordre des chartreux, alors en pleine expansion. La première communauté cartusienne était majoritairement composée de clercs séculiers et de chanoines réguliers dont deux chanoines réguliers de ordre de Saint-Ruf.
L'organisation des maisons et de la vie de tous les monastères chartreux au Moyen Âge se caractérise par l'adoption de coutumes et une organisation des bâtiments communes à toutes les maisons de l'ordre. L'endroit fut choisi en raison de son isolement et lové au fond d'un vallon, conforme à la tradition de silence et de solitude caractéristiques du propos monastique cartusien.

### Fondation
La chartreuse du Val-Sainte-Marie est fondée par des moines venus du monastère de La Grande Chartreuse, à la suite d'une donation effectuée par le Guigues V comte d'Albon et premier dauphin de Viennois. La date exacte n'est pas connue mais l'année 1144 est généralement évoquée. C'est en son honneur que ce monastère prit comme emblème un dauphin surmonté d'une fleur de lys.
Devenus les maîtres des terres de la paroisse de Bouvante, les chartreux pratiquent un déboisement important pour pratiquer l'élevage sur leur domaine. le bois des forêts leur apporte également d'autres subsides.

### Moyen Âge

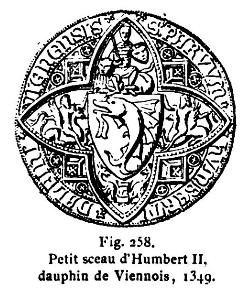
Petit sceau d'Humbert II.

Durant les premières années de l'existence de la chartreuse, les pères et les frères du Val-Sainte-Marie entrent en conflit avec les moines cisterciens de l’abbaye de Léoncel installés sur un plateau voisin.
Le 2 septembre 1345, soit moins de quatre ans avant le transport du Dauphiné au royaume de France, le dernier dauphin de Viennois Humbert II tranche en faveur des chartreux au travers d'une lettre patente détache du mandement d'Égluy et de Saint-Nazaire la seigneurie ou mandement des chartreux.

### Les Temps modernes

#### Les guerres de religion
Lors de la deuxième guerre de religion, les Huguenots incendièrent la chartreuse en 1567, puis de nouveau en 1574. Les pères revinrent cependant au monastère au début du XVIe siècle et le reconstruisirent probablement de façon partielle.
En 1584, il n'y a plus que deux moines vivant des revenus de la chartreuse, le prieur dom Albert Faure et son procureur Claude Rambert qui se sont, cependant, retirés à Romans-sur-Isère, les autres moines étant morts après les pillages de 1574. Après la mort de dom Albert Faure, dom Jean Dagonneau lui succède. Celui-ci décident de relancer le domaine du Val-Sainte-Marie en signant de nouveaux contrats de rente avec les paysans du secteur afin qu'ils continuent d'exploiter le patrimoine du monastère (contrats d'arrentement). Le nouveau prieur lutte contre Aymé de Glane seigneur protestant de Pont-en-Royans et tente coûte que coûte de relever sa communauté, mais ne recevant pas le soutien de l'Ordre et se retrouvera en résidence forcée à la correrie de la Grande Chartreuse.

#### Le siècle des Lumières
En 1783, la chartreuse possède une forge qui produit du fer. Un médecin dauphinois, le Dr Nicolas note que « [l']on arrive par cette maison par un ravin assez considérable qui fournit l'eau à une fabrique de fer que les chartreux dirigent avec l'intelligence et l'économie qu'on admire dans l'administration de tous leurs établissements. »

#### La Révolution française
Le monastère fut définitivement fermé en 1791, à la suite des événements liés à la Révolution française.

## Personnalités liées à la chartreuse

### Liste des prieurs
- vers 1440 : Alexandre Cuignet (mort en 1476), prieur d'Aillon, de Bourgfontaine (1431), de Valbonne (1444-1446)[11].
- Dom Jean Dagonneau, prieur durant les guerres de Religion.
- Jean-Baptiste Giraud (mort en 1646), de Valensole, profès de Villeneuve, recteur et prieur du Val-Sainte-Marie (1610-1621), prieur de Montrieux (1621-1626), prieur de la Verne (1626-1632), de nouveau prieur de Montrieux (1632-1633), prieur d'Aix (1633-1634), de nouveau prieur du Val-Sainte-Marie (1634-1639) et (1642-1645), et une seconde fois à la Verne (1645-1646), où il meurt le 2 novembre 1646[12].
- N. Molin (mort en 1638), originaire de Soissons, bénédictin avant d'entrer à la Grande Chartreuse où il fait profession, le 1er juin 1586, devient ensuite prieur de la Sylve et visiteur de la province de Bourgogne, puis prieur de Saint-Hugon et du Val Sainte-Marie, et enfin procureur de la Grande Chartreuse[13].

## Description

### L'église
D'après une simple description d'après les ruines du monastère, effectuée au XIXe siècle, l'église conventuelle — qui ne fut peut-être une simple chapelle — a été commencée sur un plan roman avant d'être terminée dans un style gothique.
Cet édifice religieux, de dimension assez modeste, s'étendait sur un plan de 20 mètres de longueur sur sept mètres de largeur et se terminait par un chœur en hémicycle. L'église était, néanmoins, divisée en deux parties, la partie basse située du côté ouest était réservé aux fidèles, aux laïcs et aux valets de la ferme, l'autre partie étant réservé aux pères. La séparation du bas était de style gothique et présentant de grands vitraux blancs. La porte de l'édifice et la croisée situé au-dessus étaient, elles aussi, de style gothique. les croisées latérales et celles du chœur étaient « sobres d'ornementation, mais fort belles », les murs de l'édifice construits avec du tuf et des cailloux de remplissage soutenaient des voûtes « très élevées ».
La fenêtre de la façade de l'église de Saint-Martin-le-Colonel, village situé non loin de l'ancien couvent proviendrait de cette église cartusienne, aujourd'hui, ruinée.